# 熊野海賊菜切攻め
熊野海賊菜切攻め（くまのかいぞくなきりぜめ）は、『吾妻鏡』第二巻に記されている治承・寿永の乱（源平合戦）での戦い。治承5年（1181年）1月、平家方、伊豆の江ノ四郎と、熊野の僧たちの間で、志摩国英虞郡菜切嶋（現在の三重県志摩市大王町波切）にて起きた。大正期の漁港工事で、この時の遺物と思われる物品が発見された。

## 戦いの経緯
南海廻りにて東国武士団が上洛するとの噂より、平家方は家人等を各所の港へと配備した。そのうち志摩国を警護していた伊豆江ノ四郎に対し、熊野山からの衆徒が伊勢国を攻める途上の菜切嶋で起きた合戦である。江ノ四郎は守りきれず伊勢の宇治岡へと敗走した。
江ノ四郎の息子二名は、源氏方に寝返っていた波多野小次郎忠綱らに討たれた。
この後、熊野山より僧たちが伊勢志摩両国へと入り込み、合戦が度々発生した。平氏一族である關出羽守の甥、伊藤次已との戦いにて、大将である戒光が傷ついたことから、僧らは熊野へと戻っていった。